# Татул
Вижте пояснителната страница за други значения на Татул.
Татулът (Datura) е род цъфтящи растения от семейство Картофови (Solanaceae).
Всички видове татул са отровни и психоактивни, особено техните семена и цветове, които могат да причинят респираторна депресия, аритмия, треска, делириум, халюцинации, антихолинергичен синдром, психоза и дори смърт, ако се приемат вътрешно. Поради техните ефекти и симптоми, те са били използвани не само като отрова, но и ритуално като халюциногени от различни индиански групи. Алкалоидите, присъстващи в растението, се считат за традиционни лекарства както в Новия, така и в Стария свят, поради наличието на скополамин и атропин, които се произвеждат и от други растения, като Черна попадийка, Atropa belladonna и Mandragora officinarum.

## Описание
Видовете от рода Татул могат да достигнат до 2 метра на височина. Листата са редуващи се, с дължина около 10 – 20 cm и широчина 5 – 18 cm. Цветовете са изправени или разперени, с форма на тръба, дълги 5 – 20 cm и широки 4 – 12 cm. Цветовете варират от бяло до жълто, розово и бледо лилаво. Плодът представлява бодлива капсула с дължина 4 – 10 cm и широчина 2 – 6 cm, която се отваря, когато узрее, за да освободи многобройните си семена.
Ларвите на някои видове пеперуди и молци, включително Hypercompe indecisa, се хранят с видове от рода Татул.

## Видове
Родът включва 10 вида отровни растения:
- Datura arenicola Gentry ex Bye & Luna
- Datura ceratocaula Jacq.
- Datura discolor Bernh.
- Datura ferox L.
- Datura innoxia Mill. – свещен татул
- Datura leichhardtii F.Muell. ex Benth.
- Datura metel L. – индийски татул
- Datura quercifolia Kunth
- Datura stramonium L. – обикновен татул
- Datura wrightii Regel